# László Szapáry (homme politique)
 (janvier 2016).
Si vous disposez d'ouvrages ou d'articles de référence ou si vous connaissez des sites web de qualité traitant du thème abordé ici, merci de compléter l'article en donnant les références utiles à sa vérifiabilité et en les liant à la section « Notes et références ».
László Szapáry, né le 16 mai 1864 à Perkáta en Hongrie, et mort le 12 octobre 1939 à Vienne, est un homme politique et un diplomate hongrois.

## Biographie
Il est le fils du comte Géza Szapáry (1828-1898) et de Mária Győry (1840-1908). 
Après avoir terminé ses études à Budapest, il est docteur en droit, chambellan à la Cour royale et impériale austro-hongroise (20 mai 1888), puis devient attaché d'ambassade à Londres. En 1892, puis à nouveau en 1896, il représente le programme du Parti libéral, puis, il entre dans l'opposition, parce que les propositions de son parti sur l'église sont trop libérales. 
Conseiller secret en 1898, membre héréditaire de la Chambre des magnats de Hongrie, il est gouverneur de Fiume et des territoires de la côte croate du 23 novembre 1897 au 2 août 1903, date à laquelle il démissionne à la suite d'un scandale de corruption. 
De mars 1922 à octobre 1924, il est ambassadeur de Hongrie à Londres. Il hérite alors d'immenses propriétés et de l'hôtel particulier (dit palais Szapáry) à Budapest dans lequel on trouvait au début du XXe siècle une collection inestimable de tableaux de maîtres provenant de l'héritage de la comtesse Morosini en 1888. 
Il est inhumé le 16 octobre 1939 au cimetière d'Hetzendorf, dans l'arrondissement de Meidling à Vienne.
Sans enfant de sa femme, il a cependant une fille naturelle d'Emma Ridarcsik, Maritta, née à Londres le 26 juin 1924, inhumée le 19 octobre 1989 dans le tombeau de son père. 